# Lyra McKee

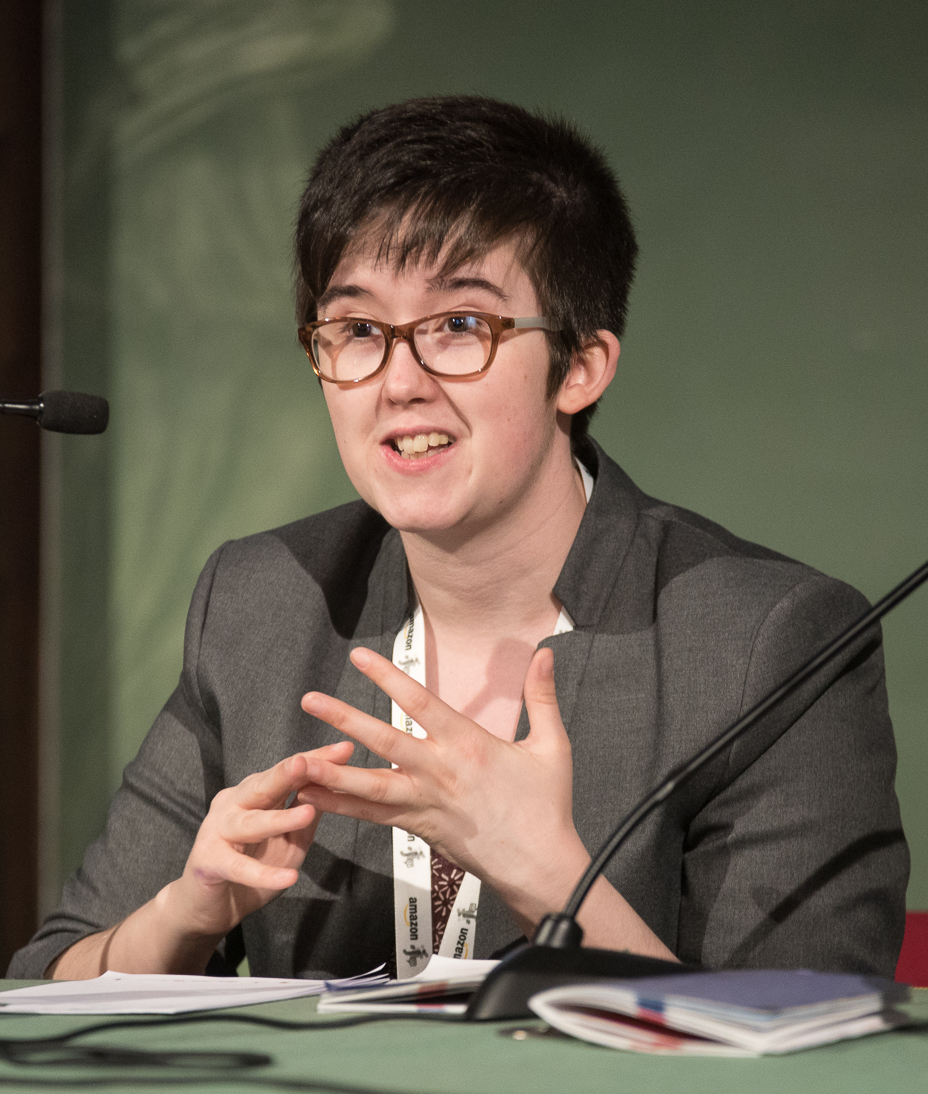
Lyra McKee (2017)

Lyra Catherine McKee (* 31. März 1990 in Belfast; † 18. April 2019 in Derry) war eine nordirische Journalistin, die sich vor allem mit den Auswirkungen des Nordirlandkonfliktes befasste. 2019 wurde McKee im Kontext von militanten Auseinandersetzungen mit der Polizei in Derry von einem Mitglied der „Neuen IRA“ erschossen, die sich zu der Tat bekannte und die versehentliche Tötung McKees bedauerte. Ihr Tod rief weit über Nordirland hinaus Bestürzung hervor.

## Leben

### Jugend und Ausbildung
Lyra McKee wurde am 31. März 1990 im nordirischen Belfast geboren. Sie begann sich bereits in ihrer Jugend für Journalismus zu interessieren, mit 14 Jahren schrieb sie für die Schülerzeitung der von ihr besuchten St Gemma’s High School. Mit 15 Jahren begann sie sich bei der gemeinnützigen Organisation Children’s Express (später Headliners) zu engagieren, die Jugendlichen vor allem Fähigkeiten im Bereich Journalismus beibringt. Später besuchte McKee die Birmingham City University und schloss ihr Studium des Online-Journalismus mit einem Master ab.

### Journalistische Laufbahn
2014 erhielt McKee erstmals größere Aufmerksamkeit, nachdem sie einen Blogbeitrag mit dem Titel „Letter to my 14-year-old self“ („Brief an mein 14-jähriges Ich“) veröffentlicht hatte, in dem sie die Schwierigkeit beschrieb als homosexueller Mensch in Belfast aufzuwachsen. Später wurde dieser Blogbeitrag als Kurzfilm produziert.
McKee arbeitete als freie Journalistin für zahlreiche Medien. Unter anderem schrieb sie für Mosaic Science, The Belfast Telegraph, Private Eye und Buzzfeed News. Ebenso arbeitete sie für den Medien-Aggregator Mediagazer. 2016 nannte das Forbes-Magazin McKee in ihrer Liste „30 under 30 in media“, aufgrund ihrer hervorragenden investigativen journalistischen Arbeit. McKee schrieb vor allem über die langjährigen Folgen des Nordirlandkonflikts, die im englischen Kontext nur „The Troubles“ (Die Unruhen) genannt werden. Unter anderem veröffentlichte sie einen Artikel mit dem Titel „Suicide of the Ceasefire Babies“ (Suizid der Kinder des Waffenstillstandes), in dem sie über eine hohe Anzahl an Teenager-Suiziden in Verbindung mit dem Nordirlandkonflikt schreibt. Sie selbst bezeichnete sich auch als „Kind des Waffenstillstandes“.
Neben ihrer journalistischen Tätigkeit war McKee als Buchautorin tätig; ihr erstes Sachbuch mit dem Titel „Angels with Blue Faces“ stand bei ihrem Tod kurz vor der Veröffentlichung. Es behandelt den Mord an dem Belfaster Abgeordneten Robert Bradford durch die Provisional IRA im Jahr 1981. McKee hatte für die Veröffentlichung ein Crowdfunding organisiert; das Buch soll im Verlag Excalibur Press erscheinen. Des Weiteren war die Veröffentlichung zweier weiterer Bücher mit dem Verlag Faber & Faber vereinbart. Das erste davon sollte das Verschwinden zweier Schuljungen, Thomas Spence und John Rodgers, im Zuge des Nordirlandkonfliktes erforschen.
Zum Zeitpunkt ihres Todes untersuchte McKee eine Reihe von nicht aufgeklärten Morden im Zuge des Nordirlandkonflikts.

### Privat
Lyra McKee lebte in einer nicht-ehelichen Lebensgemeinschaft („Domestic partnership“) mit Sara Canning, einer Krankenschwester am Altnagelvin Area Hospital. McKee war nach Derry gezogen, um dort mit ihr zusammenzuleben.

## Tod
Am 18. April 2019 wurde Lyra McKee während Unruhen im Stadtteil Creggan in Derry erschossen. Die Gewalt war ausgebrochen, nachdem die Polizei im Vorfeld der Gedenkparaden zum Osteraufstand Munition beschlagnahmt hatte. Die Unruhen fanden vor allem in der Straße Fanad Drive im Stadtteil Creggan statt. Jugendliche warfen Benzinbomben und setzten zwei Fahrzeuge in Brand. Nach Polizeiangaben feuerte ein Schütze dann bis zu zwölf Schüsse auf Polizisten ab. McKee, die auf dem Fanad Drive war und in der Nähe eines gepanzerten Polizeifahrzeugs stand, wurde dabei von den Schüssen verwundet. Handy-Filmmaterial und Überwachungsvideos der Polizei zeigen einen maskierten Schützen, der der „Neuen IRA“ zugeschrieben wird, der das Feuer mit einer Pistole eröffnete. McKee wurde von der Polizei in einem gepanzerten Fahrzeug in ein Krankenhaus gebracht, wo sie starb. Die Polizei geht davon aus, dass republikanische Dissidenten, die bereits in den vergangenen Jahren mehrere Anschläge verübt hatten, die Täter waren. Tatsächlich übernahm nach einigen Tagen die „Neue IRA“ die Verantwortung für den Tod der Reporterin und erklärte, „sie sei tragischerweise getötet worden, als sie neben feindlichen Kräften gestanden habe“. Zugleich sprach die New IRA ihre „full and sincere apologies to the partner, family and friends of Lyra McKee for her death“ aus. Das zuvor letzte Mal, dass ein Journalist im Vereinigten Königreich getötet worden war, war die Ermordung von Martin O’Hagan im Jahr 2001 gewesen.
Die britische Premierministerin Theresa May nannte den Mord „schockierend und sinnlos“. Sie sagte, McKee „starb, als sie mit viel Mut ihre Arbeit machte“. Der Premierminister der Republik Irland Leo Varadkar sagte: „Unsere Solidarität gilt auch den Menschen von Derry und allen Journalistinnen und Journalisten. Wir können nicht zulassen, dass diejenigen, die Gewalt, Angst und Hass propagieren wollen, uns in die Vergangenheit zurückziehen.“ Der irische Präsident Michael D. Higgins sagte: „Der Tod eines Journalisten ist – zu jeder Zeit und in jedem Teil der Welt – ein Angriff auf die Wahrheit selbst.“
Die Führer der wichtigsten politischen Parteien Nordirlands, die DUP, Sinn Féin, UUP, SDLP, Alliance Party und Green Party, gaben eine gemeinsame Erklärung ab, in der sie die Ermordung von McKee verurteilten und sie als „einen Angriff auf alle Menschen dieser Gesellschaft, einen Angriff auf den Frieden und die demokratischen Prozesse“ bezeichneten und sagten, es sei ein „sinnloser und vergeblicher Versuch, die in den letzten 20 Jahren erzielten Fortschritte zu zerstören, die die überwältigende Unterstützung der Menschen überall finden“. Sie bekräftigten ferner ihre Unterstützung für die nordirische Polizei, die das eigentliche Ziel des Waffenangriffs war.
Eine Mahnwache am Ort ihrer Ermordung fand am 19. April 2019 statt. Eine zweite Mahnwache fand im Rathaus von Belfast statt.
Am 20. April 2019 nahm die Polizei zwei Männer im Alter von 18 und 19 Jahren wegen des Verdachts der Beteiligung an dem Mord an McKee fest; jedoch wurden die beiden Männer am folgenden Tag ohne Anklageerhebung wieder freigelassen.
In einer von der Tageszeitung The Irish News am 23. April veröffentlichten und durch ein anerkanntes Kennwort verifizierten Mitteilung räumte die „New IRA“ ihre Täterschaft ein. McKee sei versehentlich erschossen worden, da sie neben „feindlichen Kräften“ gestanden habe. Die „New IRA“ bat zugleich gegenüber Freunden und Angehörigen der Getöteten für ihre Tat um Entschuldigung („offer full and sincere apologies“) und kündigte an, in Zukunft größere Vorsicht bei ihrem Vorgehen gegen ihre Gegner walten zu lassen. Zuvor war die Gruppe von der Partei Saoradh zu einer entsprechenden Bitte aufgefordert worden.
McKees Beisetzung fand am 24. April 2019 in Carnmoney in der Nähe von Belfast statt. Bei der vorausgegangenen Trauerfeier in der Belfaster St Anne’s Cathedral anwesend waren neben May, Varadkar und Higgins der britische Oppositionsführer Jeremy Corbyn sowie die nordirischen Spitzenpolitikerinnen Arlene Foster (DUP) und Michelle O’Neill (Sinn Fein). Mit großem Applaus bedacht wurde die Rede eines mit McKee befreundeten Priesters. Er lobte eine von Foster und O’Neill zusammen am Tatort abgegebene Verurteilung der Tat, kritisierte aber zugleich, dass für einen gemeinsamen Auftritt der gewaltsame Tod einer 29-jährigen Frau nötig gewesen sei. Nordirland steckt in einer tiefen Staatskrise: obwohl die letzte Parlamentswahl im März 2017 mehr als zwei Jahre zurücklag, hatten sich Unionisten und Republikaner bis dahin nicht auf eine gemeinsame Regierung verständigen können.
Im Februar 2020 wurde in Derry ein 52-jähriger Mann verhaftet, dem von der PSNI eine Beteiligung am Tod von Lyra McKee und eine Mitgliedschaft in der Neuen IRA vorgeworfen wird. Bei einer weiteren Durchsuchung in Derry im Juli 2020 wurde die Waffe gefunden, mit der McKee getötet wurde. Auf dieser Waffe konnten DNA-Spuren eines 32-jährigen Mannes sichergestellt werden, der ebenfalls verhaftet und vor Gericht gestellt wurde. Ein endgültiges Urteil über die Tatbestände steht noch aus.
Im Juni 2024 stehen drei Männer in Verbindung mit dem Mord vor Gericht.